# Херцеговинско-босненско въстание (1875 – 1878)
Вижте пояснителната страница за други значения на Херцеговинско-босненско въстание.
Херцеговинско-босненското въстание от 1875 – 1878 представлява поредица от бунтове на християнското население на Херцеговина и части от Босна срещу национално-религиозния и социално-икономическия гнет в Османската империя. С широкия си международен отзвук въстанието дава началото на поредица от събития, оформили така наречената Източна криза – опитите за бунт през септември 1875 и Априлското въстание от 1876 в България, войната на Сърбия и Черна гора с Османската империя от 1876 – 1877 и Руско-турската война от 1877 – 1878. Крайният резултат за Босна и Херцеговина е окупацията на двете провинции от Австро-Унгария.

## Причини
Размириците в Херцеговина започват през есента на 1874. В основата им е латентният конфликт между местните мюсюлмани-земевладелци, които притежават на практика цялата обработваема земя, и земеделците-християни, които не само трябва да предоставят голяма част от реколтата (между ⅓ и ½) на собствениците, но и са подложени на натиск от прекупвачите на данъци. Този конфликт ескалира с лошата реколта от същата година, която влошава положението на данъкоплатците в момент на остра финансова криза в цялата империя.
За въстанието съдейства и разпространението на идеята за обединение на сърбите в една национална държава, контрирано от агитацията за присъединяване на Босна и Херцеговина към Австро-Унгария. Посещението на Франц Йосиф в Далмация през пролетта на 1875, когато австро-унгарският император приема демонстративно множество делегации и писма с молби за анексиране на двете провинции, провокира засилване на пропагандата.

## Начало (1875)
Сигнал за въстанието дава нападението на хайдушки отряд срещу турски керван, извършено на 5 юли 1875 на шосето между Мостар и Невесине, близо до планината Бишина (оттук и популярното название на въстанието „Невесинска пушка“). През август то се разпростира в почти цяла Херцеговина, където действат между 10 и 12 хиляди въстаници, а до септември обхваща и значителна част от Босна (между реките Уна, Сава и Върбас). За кратко време въстаниците постигат големи военни успехи, блокирайки редица градове и крепости (Никшич, Гацко, Билеч, Невесине, Приедор и други).
Въпреки масовия характер на въстанието, организацията му е отслабена от липсата на единно политическо и военно ръководство. Усилията за консолидиране (с т. нар. Ямнишка скупщина през декември 1875) се провалят, поради съперничеството между няколко групи и програми: „социалистическата“ (наричана още „революционно-демократична“), която акцентира върху нуждата от поземлена и политическа реформа с приоритет пред присъединяването към Сърбия, и „либералната“, която държи за безусловно присъединяване на Босна и Херцеговина съответно към Сърбия и Черна гора. Отделни фракции държат на присъединяване към Дунавската монархия или към Сърбия, но при условие, че управляващите там Обреновичи бъдат сменени с конкурентната династия на Караджорджевичите. „Социалистическата“ група е практически елиминирана през юни 1876, след като водачът ѝ Васо Пелагич е задържан от австрийските власти. По същото време е изолиран и представителят на Караджорджевичите – Петър Караджорджевич-Мърконич. В навечерието на сръбско-турската война привържениците на Обреновичи вземат решителен превес.

## Опити за дипломатическо решение (1875 – 1876)
Бунтовете в Херцеговина и Босна и съпровождащите ги масови репресии (до март 1876 бежанската вълна през държавните граници достига 156 000 души) предизвикват силен обществен натиск в Сърбия и Черна гора за освободителна война с Османската империя. Това буди опасения в Австро-Унгария, която е против териториалното разширение на двете славянски държави, а също и в Русия. Подложено на натиск от славянофилите, руското правителство подкрепя нотата на австроунгарския външен министър Дюла Андраши от декември 1875, която изисква аграрни реформи, премахване на данъчните прекупвачи, използване на приходите от босненско-херцеговинските данъци само за двете провинции и мюсюлманско-християнска комисия, която да надзирава прилагането на тези мерки. Нотата е приета от Високата порта (през февруари 1876), но не и от въстаниците, които не виждат гаранции за прилагането на реформите докато двете области са под частичен османски контрол. За да преодолеят резервите им, с Берлинския меморандум от май 1876 външните министри на Германия, Австро-Унгария и Русия се съгласяват да отложат разоръжаването на въстаниците и обещават прилагането на реформите да става под надзора на консулите на големите европейски държави. Меморандумът няма ефект, тъй като е отхвърлен от Великобритания. В края на юни сръбският княз Милан обявява война на Османската империя, последван след няколко дни от черногорския княз Никола.

## Поражения и стихване на въстанието (1876 – 1878)
Избухването на Сръбско-черногорско-турската война през лятото на 1876 задейства въстанието в Босна, отслабнало в предходните месеци от бежанската вълна и разочарованието от липсата на социални реформи. През юли черногорските войски нахлуват в Херцеговина и с помощта на местните въстаници нанасят няколко поражения на османските войски. Съсредоточавайки главните си сили на Морава и Тимок, сръбското командване не оставя без внимание Босна. Във въстаналите райони е изпратен с оръжие и доброволци полковник Милета Деспотович, който поема командването и организацията на антиосманската съпротива.
Провъзгласяването на съединението между Сърбия и Босна предизвиква Австро-Унгария да заяви териториалните си претенции. С Райхщадското споразумение (юли 1876) Русия се съгласява с австроунгарска окупация на Босна и Херцеговина. Споразумението е потвърдено през януари 1877, скоро след като проектът за автономия на двете области се проваля окончателно заедно с Цариградската конференция. Междувременно, поражението на сръбската армия от турците през октомври 1876 принуждава Белград да сключи примирие и намалява драстично подкрепата за въстанието. Черногорската армия продължава военните действия в Херцеговина (въстаниците съставляват над ¼ от състава ѝ), но е разбита през юни 1877. В Босна, с изключение на районите с хайдушки чети, обхватът на антиосманските действия се свива в северозападния край на страната. В началото на август 1877 този въстанически анклав, оглавяван от Деспотович, е унищожен от османците в резултат на битката при Църни потоци. Започналата междувременно Руско-турска война позволява на около хиляда въстаници да се задържат в планинските райони. Краят на въстанието настъпва през август 1878, когато по-голямата част от въстаниците начело с Голуб Бабич се предават на австро-унгарските окупатори.